# Butha-Buthe
Butha-Buthe es una localidad de Lesoto, cabecera del distrito homónimo.
Su nombre proviene de las montañas Butha-Buthe, formación rocosa al norte de la localidad, donde el rey Moshoeshoe I tuvo cuarteles y fortificaciones entre 1821 y 1823, durante su guerra contra el rey  zulú Shaka-
Butha-Buthe fue fundada en 1884 para obtener un sitio de gobierno y contralor más cercano que Hlotse, permitiendo mejorar la recaudación de impuestos.

## Demografía
Según censo 1986 contaba con 5.400 habitantes. La estimación 2010 refiere a 5.869 habitantes.